# Stalita
Stalita là một chi nhện trong họ Dysderidae.